# Avvakum (Borovkov)
Avvakum (světským jménem: Grigorij Antonovič Borovkov; 20. května 1892, Ufa – 15. října 1937, stanice Medvežja Gora) byl ruský pravoslavný duchovní Ruské pravoslavné církve, biskup staroufimský a vikarijní biskup ufské eparchie.
Později patřil ke Starověcům ve skupině Andrejevců.

## Život
Narodil se 20. května 1892 v Ufě.
Navštěvoval gymnázium ve svém rodném městě, které dokončil roku 1911. Roku 1917 dokončil fakultu fyziky a matematiky na Kazaňské univerzity. Svůj život chtěl zasvětit vědecké a pedagogické kariéře.
Velký vliv na něj měl biskup Andrej (Uchtomskij) se kterým se setkal roku 1916.
Roku 1917 se vrátil do Ufy kde vyučoval soukromě matematiku. Roku 1918 se stal učitelem fyziky na Průmyslové ekonomické škole (bývalá obchodní škola), kde působil do roku 1922 (s přestávkou v letech 1919-1920). Od roku 1921 vyučoval také v 2. sovětské škole Ufy.
Roku 1919 byl arcibiskupem Andrejem (Uchtomským) rukopoložen na diákona. Na jaře 1922 byl postřižen na monacha, rukopoložen na jeromonacha a povýšen na igumena.
Roku 1922 byl také zvolen biskupem staroufimským a vikarijním biskupem ufimské eparchie. Dne 28. listopadu 1922 proběhla tajně jeho biskupská chirotonie. Světiteli byli biskup Mark (Bogoljubov) a Trofim (Jakobčuk). Říkalo se mu „noční“ biskup, protože jeho svěcení probíhalo v noci. Následně jeho vysvěcení uznal patriarcha moskevský Tichon. Účastnil se boje proti renovačnímu hnutí. Jako biskup stále vyučoval a zorganizoval tajný kroužek mládeže v Ufě.
Dne 27. prosince 1922 byl zatčen za to že vyučoval jako hierarcha církve na 2. sovětské škole. Úřady se obávaly vlivu inteligentního a vzdělaného biskupa na své stádo v době, kdy se bolševici všemožně snažili posílit postavení Renovacionistů.
Dne 16. května 1923 byl odsouzen ke třem letům vyhnanství, které prožil na Zyrjanském území. Podle Sjednocené státní politické správy (OGPU) pořádal v bytě různé církevní obřady.
V červenci 1926 se po propuštění vrátil do Ufy. Roku 1926 mu metropolita Sergij (Stragorodskij) jako patriarchální locum tenens zakázal kněžskou službu jelikož následoval arcibiskupa Andreje (Uchtimského) do juridikce starověrců.
Ve dnech 16.-19. října 1927 uspořádal v Ufě sjezd kléru a laiků starověrců, rozhodnutím sjezdu byl během nepřítomnosti arcibiskupa Andreje jmenován dočasným správcem ufimské eparchie.
Dne 10. prosince 1927 byl zatčen „za aktivní vystupování proti sovětské moci hromadnou výrobou letáků a jejich distribucí do farností ufimské eparchie“ a odsouzen na tři roky vyhnanství. Byl vyhoštěn do Čeljabinsku a poté do Uljanovska.
Patřil k církevnímu hnutí vedeném arcibiskupem Andrejem (Uchtomským) a aktivně se věnoval církevní činnosti. Roku 1928 za nepřítomnosti grigoriánského metropolity Joanykije (Sokolovského) Prozatímní nejvyšší církevní rada doporučila věřícím Uljanovska aby se obrátili na biskupa Avvakuma aby vedl jejich eparchii. Avvakum tuto nabídku odmítl.
Čuvašští pravoslavní, kteří neuznávali autoritu metropolity Sergia, byli sjednoceni v Unii pravoslavné církve, jejíž členové v roce 1929 uznali biskupa Avvakuma za svého biskupa. Začalo se jim říkat „Avvakumoviti“.
Dne 5. února 1931 byl zatčen jako šéf organizace tzv. „autokefální orientace“ a 23. července byl propuštěn pro zamítnutí případu.
Začátkem srpna 1931 byl zatčen v Uljanovsku za rozšiřování letáku s názvem „Charakteristika metropolity Sergia a jeho společníků podle jeho prohlášení“. Dne 8. září byl Trojkou OGPU odsouzen k 10 letům v pracovním táboře. V tomto případě byl ke stejnému trestu vězení odsouzen kněz Vasilij Grigorjevič Anisimov, který byl vysvěcen biskupem Avvakumem.
Od dubna 1932 byl vězněn v táboře Belbaltlag.
Roku 1937 byl v táboře znovu zatčen a obviněn z protisovětské propagandy. Dne 20. září 1937 byl Trojkou NKVD Karelské autonomní sovětské socialistické republiky (komise tří lidí, jejichž úkolem bylo rychlé mimosoudní potrestání antisovětských elementů v sovětském Rusku) odsouzen k trestu smrti. Dne 15. října 1937 byl zastřelen poblíž stanice Medvežja gora v traktu Sandarmoh (dnes ve městě Medvežjegorsk).
Dne 16. ledna 1989 byl rehabilitován Prezidiem Nejvyššího sovětu Sovětského svazu za represe roku 1937. Dne 23. února 1993 za represe roku 1923.
Dne 19. června 1989 byl prokurátorem Orenburské oblasti rehabilitován za represe roku 1931.